# Paramimiculus pterolophioides
Paramimiculus pterolophioides là một loài bọ cánh cứng trong họ Cerambycidae.